# Novoórzhytske
Novoórzhytske (ucraniano: Новоо́ржицьке) es un sélyshche de Ucrania perteneciente al raión de Lubný de la óblast de Poltava.
En 2017, el asentamiento tenía una población de 1811 habitantes. Es sede de un municipio que abarca, además de Novoórzhytske, treinta pueblos, con una población municipal total de unos once mil habitantes. El municipio se formó entre 2019 y 2020 y se corresponde aproximadamente con la mitad septentrional del territorio que hasta entonces abarcaba el raión de Órzhytsia.
Se ubica unos 20 km al oeste de la capital distrital Lubný. Al oeste del pueblo hay un embalse del río Vyázivets, 2 km al norte de su desembocadura en el río Sliporid.

## Historia
En 1975, la RSS de Ucrania comenzó a construir aquí la fábrica de azúcar del raión de Órzhytsia. Debido a que el lugar elegido se hallaba a 30 km de la entonces capital distrital Órzhytsia, se decidió construir una nueva localidad junto a la fábrica, ya que hasta entonces aquí solamente había localidades rurales. La fábrica de azúcar comenzó a funcionar en 1978 y la nueva localidad adoptó el estatus de asentamiento de tipo urbano en 1979. Hasta 2019, el asentamiento formó por sí solo un ayuntamiento urbano sin pedanías.